# I. Theobald navarrai király
A Champagne-i házból származó I. (Utószülött, avagy Trubadúr) Theobald (franciául: Thibaut, magyarosan: Tibold), (Troyes, 1201. május 30. –‎ Pamplona, 1253. július 8.) navarrai királyként 1234-től 1253-ig uralkodott, IV. Theobald néven Champagne grófja is (1201 – 1253).

## Élete
A király a Blois-házból származó III. Theobaldnak (1179 – 1201), Champagne grófjának (1197 – 1201) és Blankának (1177 – 1229), a Ximena-házból (egyes források írásmódja szerint a Jimena-házból, avagy Jiménez-házból) származó VI. (Bölcs) Sancho (1132? – 1194) navarrai király (1150 -1194) lányának, VII. (Erős) Sancho (1160? – 1234) navarrai király (1194 – 1234) húgának, a fia. (Egyes források Blankát navarrai királynőnek jelölik, ez téves, Blanka előbb is halt meg, mint a bátyja.) 
VII. Sancho leszármazó nélküli halálával a Ximena-ház (Jimena-ház, avagy Jiménez-ház) férfiágon kihalt. Ő volt Navarra utolsó spanyol származású királya, mielőtt a korona, a vázolt családi kapcsolatok révén, a francia Champagne-i ház birtokába került, és kétszáz évig francia kézen is maradt.
I. Theobald kiváló dalszerző volt (erre utal a „Trubadúr” előnév is), a művészetek közelebb álltak hozzá, mint a kormányzás. Azonban az államügyeket sem hanyagolta el. Navarra szomszédjaival kiegyensúlyozott kapcsolatokat igyekezett fenntartani, és francia intézményeket vezetett be a királyság életébe. 1239-1240-ben a Szentföldre keresztes hadjáratot vezetett.
Utóda a Bourbon Margit navarrai királynétól született idősebbik fia lett, II. Theobald (1239 – 1274), aki 1253-tól 1270-ig uralkodott.